# 경북대학교 박물관
경북대학교 박물관(慶北大學校博物館)은 대한민국 대구광역시에 위치한 박물관이다. 경북대학교에서 운영 중인 대학 박물관으로 경북대학교 개교 13주년을 기념하여 1959년 5월 28일에 개관했다.

## 같이 보기
- 경북대학교